# Championnats du monde de boccia
Les Championnats du monde de boccia sont une compétition sportive internationale organisée et régie par la Fédération internationale de boccia (BISFed).

## Historique
Le premier Championnat du Monde de boccia a lieu en 1986, à Gits en Belgique, à l'occasion des sixièmes jeux internationaux pour paralytiques cérébraux, organisés par la CPISRA. Seuls les athlètes de classification C1 et C2 étaient autorisés à participer aux épreuves.
En 1990, Le second championnat du monde de boccia se déroule à Assen aux Pays-Bas, avec l'introduction de la catégorie C1 assisté.
En 2002, quatre catégories individuelles sont disputées pour la première fois.
Depuis 2014, les championnats se déroulent tous les deux ans.

## Classification des handicaps
Les athlètes atteints de handicap moteur grave sont classés en quatre catégories :
- BC1 : athlètes paralysés cérébraux qui peuvent être aidés d’un assistant qui ajuste le fauteuil roulant ou fait passer une boule au joueur.
- BC2 : athlètes paralysés cérébraux qui ne peuvent pas être assistés.
- BC3 : athlètes ayant d’importantes difficultés motrices qui peuvent être aidés d’un assistant ou d'un appareil pour lancer la balle.
- BC4 : athlètes ayant des difficultés motrices autres que la paralysie cérébrale mais qui ont les mêmes difficultés qu'un BC1 ou BC2 et ne peuvent pas être assistés.

## Éditions
| Année | Édition                   | Lieu            | Lieu        |
| 1986  | 1er championnats du monde | Gits            | Belgique    |
| 1990  | 2e championnats du monde  | Assen           | Pays-Bas    |
| 1994  | 3e championnats du monde  | Sheffield       | Royaume-Uni |
| 1998  | 4e championnats du monde  | New York        | États-Unis  |
| 2002  | 5e championnats du monde  | Póvoa de Varzim | Portugal    |
| 2006  | 6e championnats du monde  | Rio de Janeiro  | Brésil      |
| 2010  | 7e championnats du monde  | Lisbonne        | Portugal    |
| 2014  | 8e championnats du monde  | Pékin           | Chine       |
| 2016  | 9e championnats du monde  | Pékin           | Chine       |
| 2018  | 10e championnats du monde | Liverpool       | Royaume-Uni |
| 2022  | 11e championnats du monde | Rio de Janeiro  | Brésil      |